# William Henry Bragg
Sir William Henry Bragg (Wigton, 2 luglio 1862 – Londra, 10 marzo 1942) è stato un fisico, chimico e cristallografo britannico.

## Biografia
Il campo di ricerca di Bragg erano i raggi X. Assieme a suo figlio, William Lawrence Bragg, ha realizzato il primo spettroscopio ai raggi X dando il via ad una nuova scienza per lo studio della struttura cristallina; nel 1913 enunciarono la Legge di Bragg, che permette di determinare la posizione degli atomi in un reticolo cristallino studiando la diffrazione dei raggi X. Per questi studi padre e figlio hanno ricevuto il Premio Nobel per la fisica nel 1915.
Quello stesso anno diventò professore di fisica all'University College di Londra ma non iniziò ad insegnare prima della fine della Grande guerra. Dopo la guerra continuò i suoi studi di analisi dei cristalli.

## Opere
- Studies in radioactivity  (London : MacMillan, 1912)
- X rays and crystal structure (London: G. Bell, 1915)
- Concerning The Nature Of Things (London: G. Bell, 1925)